# Villa Bissari Curti
Villa Curti è una villa veneta situata nel centro di Sovizzo (provincia di Vicenza).

## Storia
Il corpo centrale sorge su una preesistente Castello dei Bissari, stimata famiglia di Vicenza, datato 1488, come inciso nel cippo di fondazione conservato nel giardino. Consta di un corpo centrale e di aggiunte posteriori ai lati. Fra il 1684 e il 1720 fu costruito lo scalone monumentale. Nel 1583 dopo le nozze tra Marietta Sale e Paolo Bissari, la villa prende il nome di "villa dei Sale", più tardi verso il 1800 passa di proprietà ai Mocenigo e infine alla famiglia Curti nel 1870. Gli affreschi della facciata furono voluti nel 1892 da Giovanni Curti (1818-1894), mentre l'ala neogotica, più arretrata e bassa del corpo centrale, fu costruita tra il 1928 e il 1935 da Giovanni Curti, detto “el Barba” (1870-1949), personaggio eclettico, collezionista di antichità. L'intero complesso ha subito alcune trasformazioni fino ad arrivare all'aspetto odierno.

## Descrizione
Circondata da un ampio giardino all'inglese, è costituita da un corpo padronale orientato a sud, da due ali e da una barchessa che ne delimita a ovest la corte antistante.
La facciata del corpo padronale, a due piani più mezzanino, riflette l'assimmetria della pianta dove gli ambienti disposti a sinistra del salone passante, ed evidentemente preesistenti, sono più ampi di quelli sulla destra. Uno scalone esterno conduce al livello del piano nobile, il cui portale di ingresso centinato ha pilastri corinzi e una testa umana in chiave di volta, secondo Cevese (1971) attribuibile alla bottega degli Albanese. Quattro finestre con frontoncini curvi e triangolari l'affiancano e ad esse corrispondono quattro fori quadrati nel sottotetto. Questo settore è coronato da un frontone triangolare su cui svettano tre delle cinque statue poste sul tetto. Nel timpano campeggia lo stemma della famiglia Sale e sopra l'arco di ingresso quello della famiglia Curti, proprietaria dal 1870. Nei settori laterali si distribuiscono asimmetricamente e a intervalli diversi, ravvicinati al centro e isolati alle estremità, altri sette assi di finestre, di cui quelle al piano nobile sono trabeate.
Su tutta la facciata si distende una decorazione ad affresco che riproduce un'intelaiatura architettonica di colonne corinzie, arricchita da balaustre, fregi, festoni.
Nel folto parco inglese, oltre ad un teatro all'antica sono presenti numerose statue sei-settecentesche. A ridosso della mura del parco è stato eretto un capitello votivo in ricordo dell'apparizione della Madonna di Monte Berico a donna Vincenza Pasini nel 1428,la cui casa natale si trova di fronte.

## Attuale destinazione
Villa Curti, oltre ad essere abitazione privata, ha aperto i propri spazi al pubblico sia per organizzare in loco matrimoni, eventi e cene di gala sia per pernottare in camere e suite eleganti ed arredate con mobili d'epoca.